# Eri Sugai
Eri Sugai (Osaka, Japón, 1961-Tokio, 21 de diciembre de 2016), fue una cantante japonesa. También ha cantando para varios comerciales.

## Biografía
No exactamente conversado, la fecha en que nació Eri Sugai es aproximadamente entre 1968 y 1971 (esta última fecha se da por confirmada). Eri se crio en Osaka, su ciudad de origen, pero en 1994, se trasladó a Tokio, tras finalizar sus estudios escolares a los 23 años. Eri lanzó su primer álbum ese año, Watashi Wa Genki Dayo, del que no se tiene información precisa, pero fue un éxito en Japón, que consolidó a la artista el puesto importante que ha cumplido hasta hoy en los comerciales nacionales.
Sus siguientes trabajos fueron la composición de la letra de las canciones Dakishimete Destiny, de Eriko Miura, y Anataga Irukara Kokoniiru, de Akane Oda, las cuales estuvieron en la lista de los 40 Grandes Éxitos de Japón. Su siguiente álbum, junto a Stẽlla Mirus, Air, le valió el éxito internacional. En el 2002, realizó una pequeña colaboración con el grupo de producción de música electrónica: I've Sound, interviniendo en el mini recopilatorio diRTY GIFT, en el cual cantó una versión orquestal de la canción: "Disintegration"
Su primer álbum conocido a nivel internacional (el tercero de su carrera) fue Mai, lanzado en 2001, bajo la patente de Pacific Moon Records, con canciones famosas, como la exitosa Horizon. Su cuarto álbum, Kaori, fue lanzado en 2005, y atrajo más fanáticos a nivel internacional. Se espera que lanze su próximo álbum el 2008.
A diferencia de artistas comunes, Eri Sugai no hace conciertos, pero es aún más excepcional, ya que ella no ha lanzado ningún sencillo o EP desde su éxito inicial en 1994.
Murió el 21 de diciembre del año 2016 después de haber sido diagnosticada y recibido tratamiento de cáncer pancreático.

## Discografía
| Año de lanzamiento | Nombre del álbum      | Notas |
| ------------------ | --------------------- | --- |
| 1994               | Watashi Wa Genki Dayo | - Primer álbum de Eri Sugai. - Le valió el reconocimiento nacional japonés.                                   |
| 2000               | Air                   | - Segundo álbum de Eri Sugai. - Colaboración de Stẽlla Mirus. - Le valió el reconocimiento internacional.     |
| 2001               | Mai                   | - Tercer álbum de Eri Sugai. - Primer álbum lanzado a nivel internacional. - Lanzó su famosa canción Horizon. |
| 2005               | Kaori                 | - Cuarto álbum de Eri Sugai. - Segundo álbum lanzado a nivel internacional.                                   |
| 2006               | Stẽlla Mirus II       | |

### Mai
* 1. Horizon
* 2. Honen Bushi (ft. Anna Sato)
* 3. Konjaku Monogatari (Stories, modern and ancient)
* 4. Aqua
* 5. A Lullaby of Takeda
* 6. First Love
* 7. Mai
* 8. Rakuen
* 9. A Song of Birth
* 10. China Rose

### Kaori
* 1. Voyage To Asia
* 2. Iroha Song
* 3. Breath Of Earth
* 4. Teinsagu nu Hana
* 5. Silence
* 6. Etenraku
* 7. Eternal Prayer
* 8. Ancient City
* 9. Kunino Sazuchi
* 10. Fragrance
* 11. Voyage To Asia (versión a capela)

### Air (ConStẽlla Mirus)
* 1. Air (For The G String) (Johann Sebastian Bach)
* 2. Gymnopedies No.1 (Erik Satie)
* 3. In Your Arms
* 4. Sonata Fur Klavier Nr.14 (Ludwig van Beethoven)
* 5. Aquamarin
* 6. Stẽlla
* 7. Siciliana (Gabriel Faure)
* 8. Tableaux Dune Exposition (Modest Petróvich Músorgski)
* 9. Silent Love

### Stẽlla Mirus II
* 1. Sunshine Filtering through Foliage
* 2. Adagio (Tomaso Albinoni)
* 3. Cuckoo
* 4. Menuett BWV Anh.114～BWV115 (Johann Sebastian Bach)
* 5. Pray
* 6. Die Moldau (Bedřich Smetana)
* 7. A Drop of a Moonlit Night
* 8. Kanon (Johann Pachelbel)
* 9. Toy's Night
* 10. A Star Clock
* 11. Pure